# Leskea perstricta
Leskea perstricta är en bladmossart som beskrevs av Hugh Neville Dixon 1914. Leskea perstricta ingår i släktet Leskea och familjen Leskeaceae. Inga underarter finns listade i Catalogue of Life.